# VVIJ
VVIJ is een Nederlandse amateurvoetbalclub uit IJsselstein, opgericht op 12 augustus 1926. Het eerste elftal van de club speelt in het seizoen 2022/23 in de Derde klasse zaterdag van het KNVB-district West-I.
De club speelt op sportpark Groenvliet in IJsselstein, samen met de andere IJsselsteinse voetbalvereniging IJFC. VVIJ beschikt over vijf velden, waarvan drie kunstgrasvelden. Daarnaast wordt een zesde veld met IJFC gedeeld. Twee van de drie kunstgrasvelden zijn in eigen beheer aangelegd. Ook het hoofdveld bestaat uit een kunstgras. Dit veld is vernoemd naar clubicoon Cor Kop.

## Geschiedenis

### Beginjaren
In 1926 legde een aantal vijftien- en zestienjarigen de basis voor VVIJ. Zij waren in het bezit van een leren bal en speelden wedstrijden tegen jongens uit Vreeswijk en Vianen. Een groep oudere jongens sloot zich aan bij deze groep. Op donderdag 12 augustus 1926 richtten zij VVIJ op, waarmee het de oudste nog bestaande sportvereniging van IJsselstein is. In hetzelfde jaar zagen ook onder meer de voetbalverenigingen SV Saestum, DEV, JSV Nieuwegein, SO Soest en VSV Vreeswijk het levenslicht.
Bij de oprichting telde VVIJ veertig leden. Er waren twee elftallen: de oudere groep vormde het eerste elftal en de jongeren het tweede elftal. De eerste voorzitter van de club was Jac van de Tier. De nieuwe vereniging sloot zich aan bij de Utrechtse Provinciale Voetbalbond, de voorganger van de afdeling Utrecht van de KNVB. Het eerste terrein lag enigszins buiten het toenmalige IJsselstein aan de Hoge Biezen, schuin tegenover de oude zendmast. De contributie bedroeg 25 cent per week, een behoorlijk bedrag in die tijd. VVIJ speelt vanaf het begin met rood-zwart verticaal gestreepte shirts. In 1930 vonden de 'Roodzwarten' een nieuw terrein aan de Noord-IJsseldijk.

### Jaren dertig
In het seizoen 1932/33 brak een voorspoedige periode aan. VVIJ leefde onder de IJsselsteinse bevolking. Bij de kampioenswedstrijd in dat seizoen kwamen er honderden mensen kijken. VVIJ won en werd voor het eerst in diens historie kampioen. Wel moest er na het kampioenschap nog met Limvio en VVA worden uitgemaakt wie er naar de Eerste klasse zou promoveren. De eerste wedstrijd werd gewonnen van Limvio en de beslissingswedstrijd wisten VVIJ ook te winnen. VVIJ promoveerde hierdoor naar de eerste en de hoogste klasse in die tijd. Door de hogere eisen moest er in 1934 wel weer een nieuw terrein gezocht worden. Dat werd gevonden op de Zwarte Dijk. Een paar jaar later, in 1938, degradeerde VVIJ uit de eerste klasse.

### 1940 tot 1960
De mobilisatie eiste dat VVIJ in een noodcompetitie werd gezet. Dat betekende dat er niet gepromoveerd of gedegradeerd kon worden. VVIJ werd dat jaar wel kampioen. In het seizoen 1944/45 werden er door de barre omstandigheden geen competitiewedstrijden meer gespeeld.
Ondanks de naweeën van de oorlog werd twee weken na Bevrijdingsdag al een wedstrijd tegen IJFC gespeeld. VVIJ won die wedstrijd met 3-1. Wel was de schade aan het terrein was enorm: vierhonderd gulden. Daarnaast kon er voorlopig niet meer worden getraind, dit aangezien de ballen niet meer in goede toestand verkeerde. En nieuwe ballen waren nog niet te koop. In de jaren die volgden promoveerde en degradeerde VVIJ volop.

### 1960 tot 1990
VVIJ speelde in de jaren zestig elk seizoen in de Derde klasse tot 1968. In dat jaar promoveerden zij naar de Tweede klasse waaruit het in 1972 weer degradeerde. 
VVIJ en IJFC werkten in deze periode samen om een nieuw sportpark te realiseren. Op 16 april 1981 kregen ze weer een nieuw terrein (het huidige) op het sportpark Groenvliet. VVIJ speelde als openingswedstrijd een vriendschappelijke wedstrijd tegen FC Utrecht, die met 6-0 werd verloren. In het eerste seizoen degradeerde VVIJ naar de Vierde klasse, waarin het aan het eind van de jaren tachtig nog steeds speelde.

### 1990 tot heden
De jaren negentig zijn mogelijk de minst succesvolle jaren die de club heeft gekend. Elk jaar ging het een beetje minder met VVIJ en zo degradeerde de club in 1999 naar de Vijfde klasse. Dat is de laagste klasse die VVIJ ooit bereikt heeft. In 2001 bereikte VVIJ diens jubileum van 75 jaar en promoveerden zij weer naar de Vierde klasse. 
Hiermee ontstond er prompt succes en in 2006 promoveerde VVIJ naar de Tweede klasse. In 2010 slaagde de club erin om kampioen te worden van de Tweede klasse, waardoor de ploeg naar de Eerste klasse promoveerde. In 2012 miste VVIJ nipt promotie naar de Hoofdklasse in een tweeluik tegen het Delftse DHC (3-2 in de uitwedstrijd en 0-0 in de thuiswedstrijd). In 2013 degradeerde het eerste elftal naar de Tweede klasse om in 2014 weer direct terug te keren in de Eerste klasse.
Vanaf het seizoen 2021/22 maakte het eerste elftal van VVIJ de horizontale overstap naar de Derde klasse van het zaterdagvoetbal. Deze mogelijkheid werd door de KNVB aan amateurclubs geboden om de toekomst van het amateurvoetbal te kunnen blijven garanderen.

## Tenue
VVIJ speelt al vanaf het begin af aan in een rood-zwart verticaal gestreepte shirts, met daaronder een zwarte broek. De kousen varieerden in de loop der tijd meermaals van uitstraling. Voorbeelden zijn horizontaal rood-zwart gestreepte kousen, zwarte kousen met horizontaal rood-zwart gestreepte band aan de bovenzijde en met het logo van de club op de enkels of volledig zwarte kousen. De uitshirts zijn zwart-geel (de kleuren van de stad IJsselstein), met daaronder een zwarte broek en wederom variërende kousen (van horizontaal geel-zwart gestreept tot aan volledig zwart).
Alle elftallen van de vereniging worden op de voorkant van het shirt gesponsord door Roba Metals, een in 1937 ontstaan familiebedrijf dat sinds 1963 is gevestigd in IJsselstein. Deze sponsoring is verweven met het in 2011 ontstane kledingplan, waarbij het wedstrijdshirt en de bijbehorende broek worden uitgegeven door de vereniging. Andere sponsoren hebben wel de mogelijkheid voor de elftallen andere soorten kleding en materialen te sponsoren. 
Sinds het seizoen 2022/23 speelt de gehele vereniging in kleding van het merk JAKO. Alvorens speelde de vereniging circa vijftien jaar in kleding van Nike, wat er door het kledingplan in resulteerde dat er om de paar jaar in vernieuwde ontwerpen van het internationale merk werd gespeeld. Daarvoor werd de vereniging onder andere voorzien door het merk Masita.

## Standaardelftal
Het standaardelftal speelt in het seizoen 2022/23 in de Derde klasse zaterdag van het KNVB-district West-I.

### Competitieresultaten 2021-heden (zaterdag)
| 2* 4H |

| 3 4H |

| 6 3D |

| 2 3D |

- = Dit seizoen werd stopgezet vanwege de uitbraak van het coronavirus. Er werd voor dit seizoen geen officiële eindstand vastgesteld.

| Tweede divisie | Derde divisie | Vierde divisie | Eerste klasse |
| Tweede klasse  | Derde klasse  | Vierde klasse  | Vijfde klasse |

### Competitieresultaten 1941–2022 (zondag)
| 9 3E |

| 10 3F |

| 2 4M |

| 6 4M |

|  |

| 4 4M |

| 7 4L |

| 3 4L |

| 3 4L |

| 1 4L |

| 5 4I |

| 8 4H |

| 6 4H |

| 9 4H |

| 2 4H |

| 5 4H |

| 9 4H |

| 6 4H |

| 6 4G |

| 4 4H |

| 7 4H |

| 9 4H |

| 1 4H |

| 5 3D |

| 10 3D |

| 11 3D |

| 1 4H |

| 10 3D |

| 1 3D |

| 9 2B |

| 10 2B |

| 10 2B |

| 14 2B |

| 4 3D |

| 4 3D |

| 5 3D |

| 4 3D |

| 4 3D |

| 5 3D |

| 6 3D |

| 5 3D |

| 12 3D |

| 4 4H |

| 2 4H |

| 6 4H |

| 5 4H |

| 9 4H |

| 6 4H |

| 2 4H |

| 4 4H |

| 4 4H |

| 4 4H |

| 10 4H |

| 3 4H |

| 8 4H |

| 2 4H |

| 7 4G |

| 11 4H |

| 12 4H |

| 8 5A |

| 1 5A |

| 8 4H |

| 3 4H |

| 2 4H |

| 1 4H |

| 1 3D |

| 7 2B |

| 6 2B |

| 3 2B |

| 1 2B |

| 10 1A |

| 6 1A |

| 12 1A |

| 2 2B |

| 6 1A |

| 11 1A |

| 7 2B |

| 8 2B |

| 10 2D |

| 8* 2D |

| 7* 2B |

| 11 2B |

- = Dit seizoen werd stopgezet vanwege de uitbraak van het coronavirus. Er werd voor dit seizoen geen officiële eindstand vastgesteld.

| Tweede divisie | Derde divisie | Vierde divisie | Eerste klasse |
| Tweede klasse  | Derde klasse  | Vierde klasse  | Vijfde klasse |

In elke staaf van de grafiek staat van boven naar beneden vermeld: 
- Eindnotering

Dit is de positie die de club heeft bereikt in de competitie, zonder eventuele beslissings-, play-off- of nacompetitiewedstrijden die nodig zijn geweest om bijvoorbeeld de kampioen van de competitie te bepalen.
Indien een * achter het getal staat is de notering een tussenstand en kan het zijn dat de notering niet overeenkomt met de uiteindelijke eindstand van de competitie.
Staat er een - dan is het seizoen nog bezig en is er geen definitieve uitslag bekend.
Staat er xx op de positie van de notering, dan heeft de club vroegtijdig de competitie verlaten. Dit kan onder andere komen door terugtrekking van het team, faillissement van de club of door een uitgedeelde straf van de KNVB. In veel gevallen staat elders in het artikel de reden vermeld.
Staat er een ? dan is het resultaat uit het verleden onbekend, en is alleen de competitie of het niveau bekend van dat seizoen.
In de seizoenen 2019/20 en 2020/21 werd wegens de coronacrisis het amateurvoetbal afgebroken. Daardoor kennen deze staven geen eindklassering (middels -- weergegeven).
- Competitieniveau en afdelingsletter of Officiële eindstand Eredivisie
  - Competitieniveau en afdelingsletter

Hierbij geeft het getal het niveau weer, dat ook terug te vinden is in de legenda. De letter is de afdelingsaanduiding en wordt gebruikt wanneer er meer afdelingen zijn op hetzelfde niveau. De afdelingsletter is altijd een hoofdletter en wordt meestal zonder nummer gebruikt.
Voorbeeld: 2F is niveau 2e klasse competitie F.
Het competitieniveau en nummer wordt niet vermeld wanneer er slechts één competitie van dit niveau was.
  - Officiële eindstand Eredivisie (getal staat tussen haakjes vermeld)

Sinds de introductie van play-offwedstrijden voor Europees voetbal na afloop van de reguliere competitie in 2005/06, is de KNVB verplicht een eindstand van de Eredivisie door te geven aan de UEFA aan de hand van deze play-offwedstrijden.
Bij deze eindstand staan clubs die zich hebben gekwalificeerd voor Europees voetbal hoger dan clubs die zich niet wisten te kwalificeren. Indien er geen verschil was tussen de eindnotering en de officiële eindstand, staat dit getal niet vermeld.

- Onderafdeling

Hier staat afgekort de naam van de onderafdeling indien de club in dat jaar in een onderafdeling uitkwam. Tevens staat deze afkorting in de legenda en wordt gelinkt naar het artikel over deze onderafdeling. Deze afkorting wordt alleen vermeld wanneer de club in het verleden in verschillende onderafdelingen heeft gespeeld. Deze vermelding is in de staaf altijd in kleine letters. Deze onderafdelingen zijn na het seizoen 1995/96 afgeschaft. Heeft de club in slechts één onderafdeling gespeeld, dan is dit alleen terug te vinden in de legenda.
Onder de staaf staat het jaartal vermeld waarin het seizoen is afgesloten. 15 verwijst naar het seizoen 2014/15 of eventueel het seizoen 1914/15.
Wanneer een staaf leeg is, zijn deze gegevens niet bekend. Het kan ook zijn dat de club dat seizoen niet heeft meegespeeld op het hogere amateurniveau, vroegtijdig de competitie heeft verlaten of uit de competitie is gezet.

In het seizoen 1944/45 was er wegens de Tweede Wereldoorlog geen regulier competitievoetbal.

## Bekende (oud-)spelers
IJFC · VVIJ